# دواس
دواس

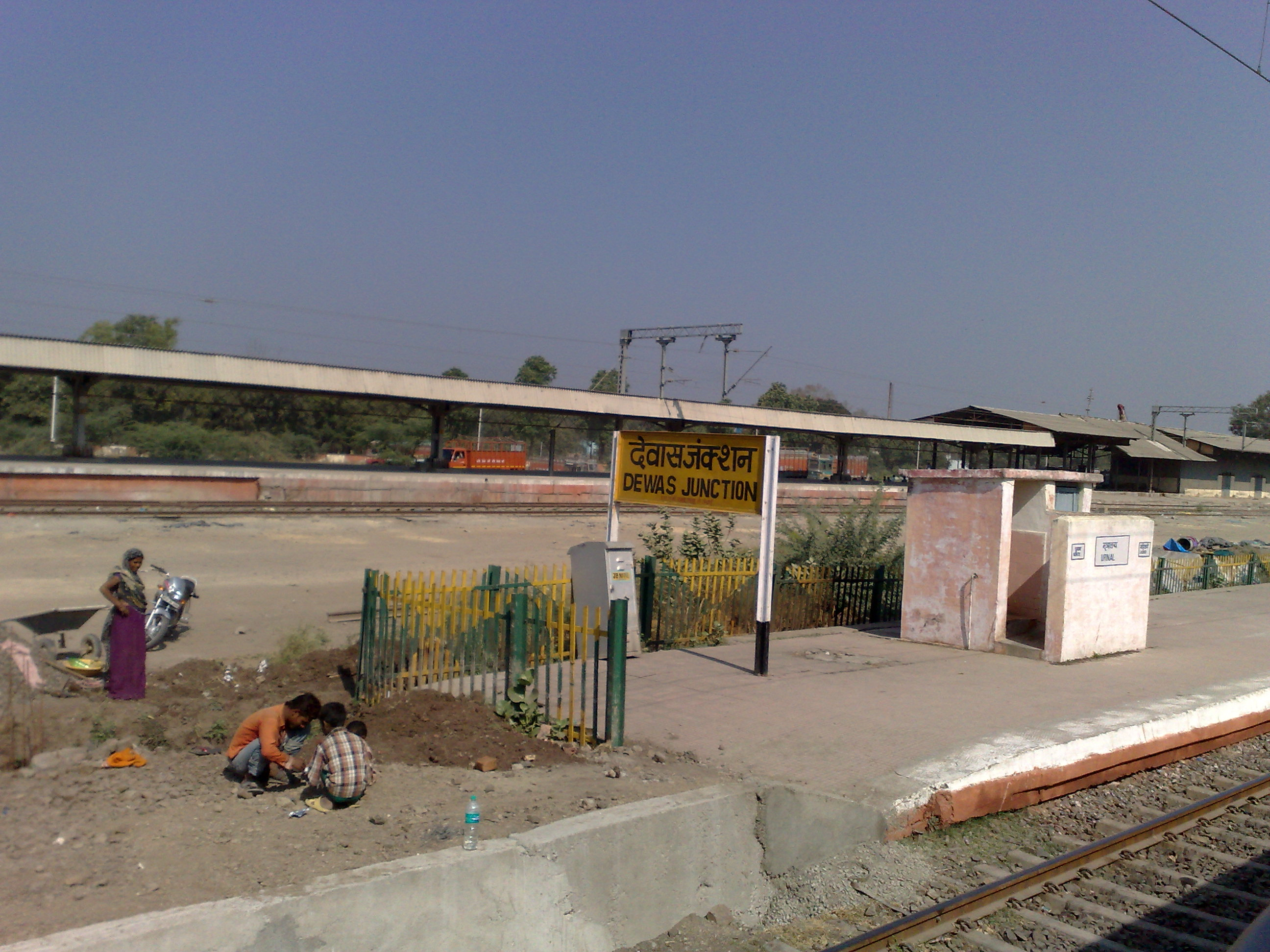
عکسی از ایستگاه قطار هند

شهر دواس (به انگلیسی: Dewas) با جمعیت ۲۸۹٬۴۳۸ نفر (۲۰۰۱) در ایالت مادایا پرادش در کشور هند واقع شده‌است.